# 杨瑀

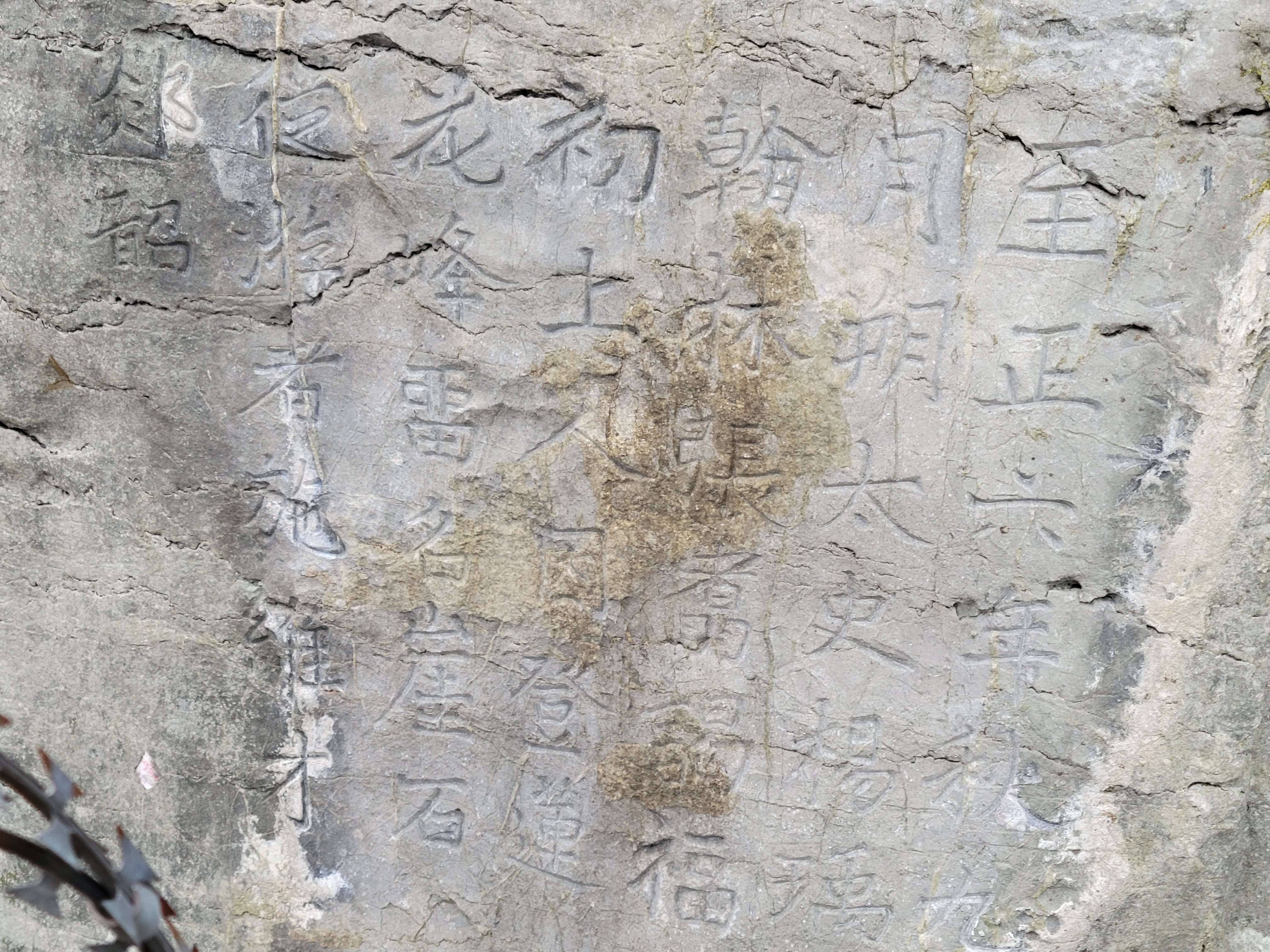
杨瑀和张翥在灵隐莲花峰留下的题刻

杨瑀（1285年—1361年），字元诚，钱塘（今杭州）人。
元世祖至元二十二年出生，天歷年間擔任中瑞司典簿，歷官奉議大夫，太史院判官。改建德路總管。終官浙东道宣慰使都元帅。气豪而有清尚，一时诸公皆与往还。晚年栖居峰泖间，植竹千株，自号竹西居士。卒于惠宗至正二十一年，年七十七岁。著有《山居新语》。

## 家庭
祖父：楊榮祖
父：楊昌
子：楊埴，楊坰、楊垍、楊培、楊墀、楊垓（早卒）
女：（三人）

## 延伸阅读
[在维基数据编辑]
 《新元史/卷211》，出自柯劭忞《新元史》